# Tsh (trigramme)
Cette page contient des caractères spéciaux ou non latins. S’ils s’affichent mal (▯, ?, etc.), consultez la page d’aide Unicode.
Pour les articles homonymes, voir TSH.
Tsh (minuscule tsh) est un trigramme de l'alphabet latin composé d'un T, d'un S et d'un H.

## Linguistique
Le trigramme Tsh est utilisé par diverses langues africaines pour noter la consonne affriquée palato-alvéolaire sourde représentée par /t͡ʃ/ dans l'alphabet phonétique international.

## Représentation informatique
À la différence certains digrammes, il n'existe aucun encodage du Tsh sous la forme d'un seul signe. Il est toujours réalisé en accolant les lettres T, S et H.